# Кметство на Умео
Кметството на Умео е построено след като пожар изгаря целия град през 1888 г. на мястото, където се е намирало предишното кметство, построено през 1600 г. Новата сграда е вдъхновена от холандския неоренесанс и е завършена през 1890 г. Архитект е Фредрик Олаус Линдстрьом (Fredrik Olaus Lindström). Той отрежда видно място на кметството в новия градоустройствен план, близо до речния бряг, с фасада, гледаща на юг към пристанището на река Юме. 

## История

### Първа сграда
През 17 век в Умео има само няколко сгради – църквата, училището и кметството.  Сградата на кметството се намира от северната страна на площад „Родхюстургет“ (Rådhustorget, „площад на кметството“)  и бива използвана от съда, градската администрация и други обществени институции.  По това време кметството е едноетажна сграда с три прозореца, гледащи към площада. 

### Втора сграда
По време на Великата северна война градът е неколкократно напълно изпепелен от руснаците, но след мира от 1721 г. на северния край на „Родкюстургет“ е построена нова сграда на кметството. Тя е двуетажна и има малка часовникова кула. На първия етаж се намират градската изба (кръчма или ресторант, често разположена в сградата на кметството в Швеция) и градският затвор за длъжници. На горния етаж се намират бална зала и малка зала за срещи.  Западното крило разполага с две стаи, които биват използвани като учебни стаи. 

### Трета сграда
През 1814 г. е построена нова и по-голяма сграда на кметството, разположена северно от площад „Родхюстургет“, с фасада, гледаща на юг. Сградата е проектирана от Самюел Енандер (Samuel Enander), който е архитект в суперинтендантския съвет (Överintendentsämbetet). По силата на закон от 1776 г. кметствата трябва да бъдат строени от камък, но Умео получава разрешение сградата да бъде построена от дърво. 
Първият етаж включва градската изба, стаи за търгове и затвор. Източната страна на втория етаж разполага с голяма зала и стая за „освежаващи напитки и закуски“, стаи за разговори и атриум. В западната половина на горния етаж са разположени заседателната зала на магистратите и всекидневната за градските старейшини. 
Стаите на втория етаж са по-високи от тези на първия етаж, а фасадата на сградата, която е в стил „ампир“  е по-богата на горния етаж. 

#### Нов дизайн
В средата на 19 век в Умео има икономически растеж и обществените сгради получават необходимото им саниране. Сградата на кметството е облицована в бяло, а фасадата получава шест дорийски пиластъри.  През 1880 г. сградата започва да помещава и телеграфната станция. 

### Настояща сграда
Фредрик Олаус Линдстрьом, който създава чертежите за църквата на Умео през 1889/90 г., е нает да проектира и новата сграда на кметството. Линдстрьом е вдъхновен от холандския ренесанс, който позволява известна асиметрия.  Многото кули са проектирани с големи различия във височината и формата. Фасадата е строга и построена от червени тухли. Порталите, пространствата около прозорците и други детайли са построени от светъл пясъчник. Поради необходима спестовност някои части използват по-евтини материали като чугун, боядисан с маслени бои в същия цвят. 
Положен е и голям акцент на околността около кметството, например на еспландата от кметството на север. Също така в посока пристанището е построен парк, целящ да даде на кметството монументална позиция. 

#### Двоен вход
Когато железопътната линия достига Умео през 1890-те г. е решено гарата да се намира северно от сградата на кметството, но е счетено за невъзможно когато кралят слезе от влака, за да открие железопътната линия, той да гледа към задната страна на кметството. Поради тази причина преди кралското посещение от Оскар II през 1896 г. е построен втори главен вход на сградата, гледащ на север. 

#### Нишата на западния фронтон на кметството
На 2 юли 1892 г. Виктор Рюдбери (Viktor Rydberg) и Георг фон Розен (Georg von Rosen) пишат препоръчително писмо до градския съвет на Умео в подрепа на скулптора Оскар Бери (Oscar Berg). Бери имал желание да създаде статуя на римската богиня на справедливостта и правосъдието, Юстиция. Статуята била включена в чертежите на западната ниша, над входа към старото полицейско управление. Поради високите разходи за реконструкцията на сградата след пожара от 1888 г. градският съвет решава, че не може да си позволи стауята. Желанието на брата на Хелмер Ослюнд (Helmer Osslund), Ели Ослюнд (Elis Åslund), да създаде статуя за 500 шведски крони е отказано по същата причина. Поради това нишата на западния фронтон на кметството днес стои празна. 

#### Многофункционална сграда
Кметството помещава залата за събирания на градския съвет. Западната част на сградата първоначално е планувана за юридическата и изпълнителната власт – полицейско управление и арестите на първия етаж и съдебна зала на втория. По-късно цялата западна част на сградата бива използвана от окръжния съд на Умео. За няколко години първия етаж помещава телеграфна станция и поща, а мазето помещава стаи за търгове. 

## Бюст-паметник на Густав II Адолф
На средата между главната улица, Сторгатан (Storgatan), и двойното стълбище на южната страна на кметството (откъм реката) се намира паметник на основателя на Умео – Густав II Адолф. Бюстът е бронзов и е разположен на гранитен плинт. Плинтът има медал с монограмата GARS (Gustavus Adolphus Rex Sueciae). Височината му е около три метра. Създаден е от Ото Щрандман (Otto Strandman). Статуята е открита на церемония на 20 август 1924 г. във връзка с 300-годишнината от създаването на вестерботския полк. 

## Галерия
- Вход и антре
- Стълбище и горния етаж
- Стаята „близнак“
- Церемониалната зала